# Blind (canção)
"Blind" é uma canção da banda americana de Nu Metal Korn para seu álbum de estreia autointitulado. Foi lançado como o primeiro single, em agosto de 1994.

## Música e estrutura
"Blind" foi escrita enquanto Jonathan Davis estava na banda Sexart, antes de se juntar ao Korn. A música foi composta inteiramente por Dennis Shinn. A contribuição do Korn veio assim que eles regravaram a música para o seu álbum de estreia, em 1994. Embora a música tenha sido finalizada pelo Sexart, Korn adicionou uma introdução estendida à canção, usando pratos de bateria e a adição de uma pequena linha de baixo. Essa adição agiu como uma introdução, que levava ao trecho que funcionava como a introdução original da música composta pelo Sexart. Além disso, o Korn aplicou uma pequena mudança musical da versão do Sexart, que resultou no trecho com a letra "I'm so Blind!". Tal mudança não ocorreu até o LP do Korn ser gravado. A música original do Sexart estava presente na demo de 1993 do Korn Neidermayer's Mind. O Korn também elaborou o final da música, com a brincadeira no baixo ao final citando "Lick a Shot", do Cypress Hill. Tecnicamente, o final não tinha nada a ver com a música em si. Jonathan Davis e seu grupo musical, Korn, utilizou a música no álbum sem creditar os compositores originais, Dennis Shin e/ou Ryan Shuck. No entanto, ambos foram creditados no álbum de compilação, Greatest Hits Vol.1, quando a música foi usada naquele LP, assim como em muitos produtos que levam a música.
"Foi a produção profissional do Korn que trouxe a música à vida". −Dennis Shinn

## Lista de faixas

### US Enhanced Radio Promo CD
- CD5 " ESK 6786 [3]

1. "Blind" - 4:18
2. "Blind" (video) - 4:18

### Single do Reino Unido
- 10 " KORN1 [4]

Lado A:
1. "Blind" - 4:18

Lado B:
1. "Fake (Album Version) - 4:51
2. "Sean Olson (Radio Edit) - 4:45

## Aparições
- Certificações RIAA :[5] Reflect USA Sales, por Nielsen SoundScan .

KORN: "Korn (autointitulado)" Korn RIAA Certified 4X's Platinum (Korn "Self Titled" sold over 10 million worldwide.)
KORN: " Who Then Now? " (Vídeo) RIAA Certified 2X's Platinum / KORN: " Deuce (video album) " (DVD) 1X's Platinum
Family Values Tour '98 (álbum) : Family Values Tour '98 (DVD) (DVD) RIAA Certified 3X's Platinum
Woodstock 1999 (álbum) : (vídeo RIAA Certified 2X's Platinum / cd - Gold)
KORN: Deuce (álbum de vídeo) RIAA Certified Platinum
KORN: "Live at Hammerstein" Live (Korn DVD) RIAA Certified Gold
KORN: " Live on the Other Side " (DVD) RIAA Certified 1X's Platinum
KORN: " Live & Rare (álbum Korn) " - (DVD) RIAA Certified 1X's Platinum
Family Values Tour 2006 : - (DVD) RIAA Certified 1X's Platinum
KORN: " Greatest Hits, Vol. 1 (álbum Korn) " 2004 RIAA Certified 1X's Platinum
KORN: " MTV Unplugged (álbum Korn) 2007 DVD - RIAA Certified 1X's Platinum
NHL 2K8 2007: (trilha sonora do jogo)
KORN: The Family Values Tour 2007 dvd / cd documentado, mas não lançado
Madden NFL 10 : (trilha sonora do jogo)
KORN III: Korn III: Lembre-se de quem você é Edição especial do iTunes (BLIND - ao vivo) 2010
KORN: The Path of Totality Tour - ao vivo no Hollywood Palladium (cd / DVD) 2012
KORN: Family Values Festival 2013 - dvd

### Australian Radio Promo
- CD5 " SAMP 3165 [6]

1. "Cego" - 4:18

## Desempenho nas paradas
A música foi lançada como single promocional nos Estados Unidos, Canadá e Austrália, e como uma edição limitada de 10" em vinil no Reino Unido. Ele fez parte da para alternativa canadense, o RPM Alternative 30, em novembro de 1995.
| Chart (1995)                | Posição |
| --------------------------- | ------- |
| Canada Alternative 30 (RPM) | 15      |

## Performances ao vivo
"Blind" havia sido tocada pelo Sexart várias vezes (clubes e shows ao vivo), antes de Jonathan Davis se juntar ao Korn como vocalista. A partir desse ponto; a música "Follow Me" foi renomeada para "Daddy", após assumir uma nova abordagem musical criada pelo Korn.Tanto "Blind" quanto "Daddy" estavam sendo tocadas pelo Korn, ao longo de sua carreira antes de assinarem seu primeiro contrato com uma gravadora grande.Depois que o Korn assinou e lançou seu primeiro LP em 1994, a música "Blind" foi usada como a abertura do show, ou encerramento, por mais de 20 anos da carreira da banda.
"Blind" é bem conhecida por seu intenso riff de guitarra de abertura, conforme Jonathan Davis grita "Are You Ready?!" ("Você está pronto?!").É notório que as execuções de "Blind" entregam o maior impacto, a maior reação da multidão e a maior energia, em todo o conjunto de execuções de qualquer apresentação ao vivo da banda.A música foi escolhida como a favorita dos fãs, além de ter sido colocada em primeiro lugar na categoria no histórico CD do festival de concertos "Woodstock 99 (álbum)" e no vídeo em DVD.Depois de deixar o Korn em 2005, o guitarrista Brian "Head" Welch também fez um cover da música ao vivo.
Em especial, a música foi tocada ao vivo no Carolina Rebellion em Rockingham, na Carolina do Norte; na ocasião, Davis convidou Brian "Head" Welch para se juntar ao Korn no palco e cantar a música. Esta foi a primeira apresentação de Welch com a banda desde sua saída. Desde então, Welch permaneceu na banda.Recentemente, em shows como o Download Festival, a música abriu o show com nova mixagem, contendo uma introdução bem mais curta.No final de 2015, a banda Suicide Silence passou a tocar "Blind" ao vivo, um cover para homenagear a banda e a música. O Korn fez seu primeiro show do 20º aniversário em março de 2015, marcando a primeira vez em que várias canções de seu LP de estreia autointitulado "Korn", de 1994, foram tocadas ao vivo em anos, incluindo "Daddy", "Predictable" e "Shoots and Ladders." Enquanto isso, o Korn continua a tocar "Blind" em todas as apresentações ao vivo em todo o mundo.

## Clipe Musical
O videoclipe foi dirigido por Joseph McGinty Nichol. A banda é vista se apresentando na frente de uma multidão enérgica, em uma pequena sala de palco. Uma grande bandeira "Korn" pode ser vista na parte de trás do palco. Também há trechos com a banda curtindo junta. O vídeo foi lançado em janeiro de 1995.

## Versão demo
A primeira versão dessa música foi gravada na fita demo da banda, intitulada Neidermeyer's Mind, e lançada em 1993. Há uma ligeira diferença entre essas versões, já que a versão original tinha uma atmosfera mais heavy metal, e a versão que apareceu no álbum de estreia da banda apresentava uma ponte hip-hop.

## Conquistas

### Kerrang!
14 de dezembro de 2002
- 666 músicas que você deve possuir (metal contemporâneo) TOP 20: No.2 - Korn - Blind
- 100 melhores solteiros de todos os tempos: No.10 - Korn - Blind
- O Kerrang! 100 álbuns que você deve ouvir antes de morrer: No.18 - Korn, 'Korn'

### QMagazine
- Janeiro de 2003 - "100 músicas que mudaram o mundo" - No.88 - Korn - Blind.
- Março de 2005 - "100 melhores faixas de guitarra de todos os tempos!" - No.93. - Korn - Cego.

### Loudwire
- 10 melhores músicas do KORN: No.2 'BLIND'[12]
- 10 melhores riffs de metal dos anos 90: No. 7 KORN 'Blind'[13]
- Melhor Álbum do Korn - Enquete dos Leitores: No.1: Korn, 'Korn' Apresentando a Canção "Favorita dos Fãs", "Blind"[14]